# Walckenaeria chikunii
Walckenaeria chikunii là một loài nhện trong họ Linyphiidae.
Loài này thuộc chi Walckenaeria. Walckenaeria chikunii được miêu tả năm 2001 bởi Kendo Saito & Ono.